# Dicranoloma robustum
Dicranoloma robustum là một loài Rêu trong họ Dicranaceae. Loài này được (Hook. f. & Wilson) Paris mô tả khoa học đầu tiên năm 1904.